# O Ouro de Nápoles
L'oro di Napoli (bra/prt: O Ouro de Nápoles) é um filme italiano de Vittorio De Sica, estreou em 1954.

## Elenco

### SegmentoTeresa
- Silvana Mangano – Teresa
- Erno Crisa – Don Nicola

### SegmentoPizze a credito
- Sophia Loren – Sofia
- Paolo Stoppa – Don Peppino, o viúvo
- Giacomo Furia – Rosario, marido de Sofia
- Alberto Farnese – Alfredo, amante de Sofia
- Tecla Scarano – amiga de Don Peppino

### SegmentoIl professore
- Eduardo De Filippo – Don Ersilio Miccio
- Tina Pica – a senhora idosa

### SegmentoIl guappo
- Totò – Don Saverio Petrillo
- Lianella Carell – Carolina, esposa de Don Saverio

## Lançamento
A Paramount não aceitou a opção de lançar o filme nos Estados Unidos e só em fevereiro de 1957 o filme foi finalmente distribuído lá, sendo exibido no Paris Theater em Nova Iorque por 18 semanas, ganhando a distribuidora, Distributors Corporation of America, 72 mil dólares.